# Naturschutzgebiet Bechsiefen und Hundberger Siefen (Mittlere Dhünn)
Das Naturschutzgebiet Bechsiefen und Hundberger Siefen (Mittlere Dhünn) liegt im Gemeindegebiet Odenthal im Rheinisch-Bergischen Kreis. Es erstreckt sich zwischen Schwarzbroich und Osenau.

## Beschreibung
Das Gebiet umfasst das Gewässersystems des Schwarzbroicher Baches, einem Nebenbach der Dhünn, und dessen Vegetation von Hangwäldern, Auenwäldern, Sumpfwald und Feuchtgrünland. Der Bach bildet sich aus dem Zusammenfluss zweier Oberläufe, von denen der eine von Schwarzbroich nach Norden abfließt. Er beginnt mit torfmoosreichem, nährstoff- und basenarmem Sumpfwald und einigen außerhalb des Gebietes liegenden Quellen und wird in zwei torfmoosreichen Kleingewässern angestaut. Bachabwärts wandelt sich der Bruchwald zu bachbegleitendem, quelligem Erlenauwald, der mit einer kleinen Unterbrechung durch einen siepenartigen Kerbtalabschnitt, die gesamte Talsohle ausfüllt. Der andere Oberlauf mit der Bezeichnung Waschbach entspringt in Oberbech, durchfließt dort ein renaturiertes Hochwasserrückhaltebecken und fließt dem Schwarzbroicher Bach von Südosten kommend unterhalb Unterbech zu. Dabei rinnt er durch quelligen Bachauenwald in einem Kerbsohlental und bildet schließlich die Grenze zwischen Wald und Feuchtgrünland.

## Naturschutz
Die Schutzausweisung ist erfolgt
- zur Erhaltung und Entwicklung naturnaher Siefentäler mit einer artenreichen Fauna, moosreicher Feuchtwaldgebiete, Auewaldresten, krautreichen Eichen-, Buchen- und Altholzbeständen sowie von Feucht- und Nasswiesen,
- zum Schutz, zur Erhaltung und Entwicklung der Lebensräume gefährdeter Pflanzen- und Tierarten (Pflanzen, Schmetterlinge, Reptilien),
- zum Schutz und zur Erhaltung des vorhandenen Reichtums an Biotopstrukturen und Kleinhabitaten,
- zur Erhaltung der extensiv genutzten offenen Talbereiche des Bachsiefens.[1]

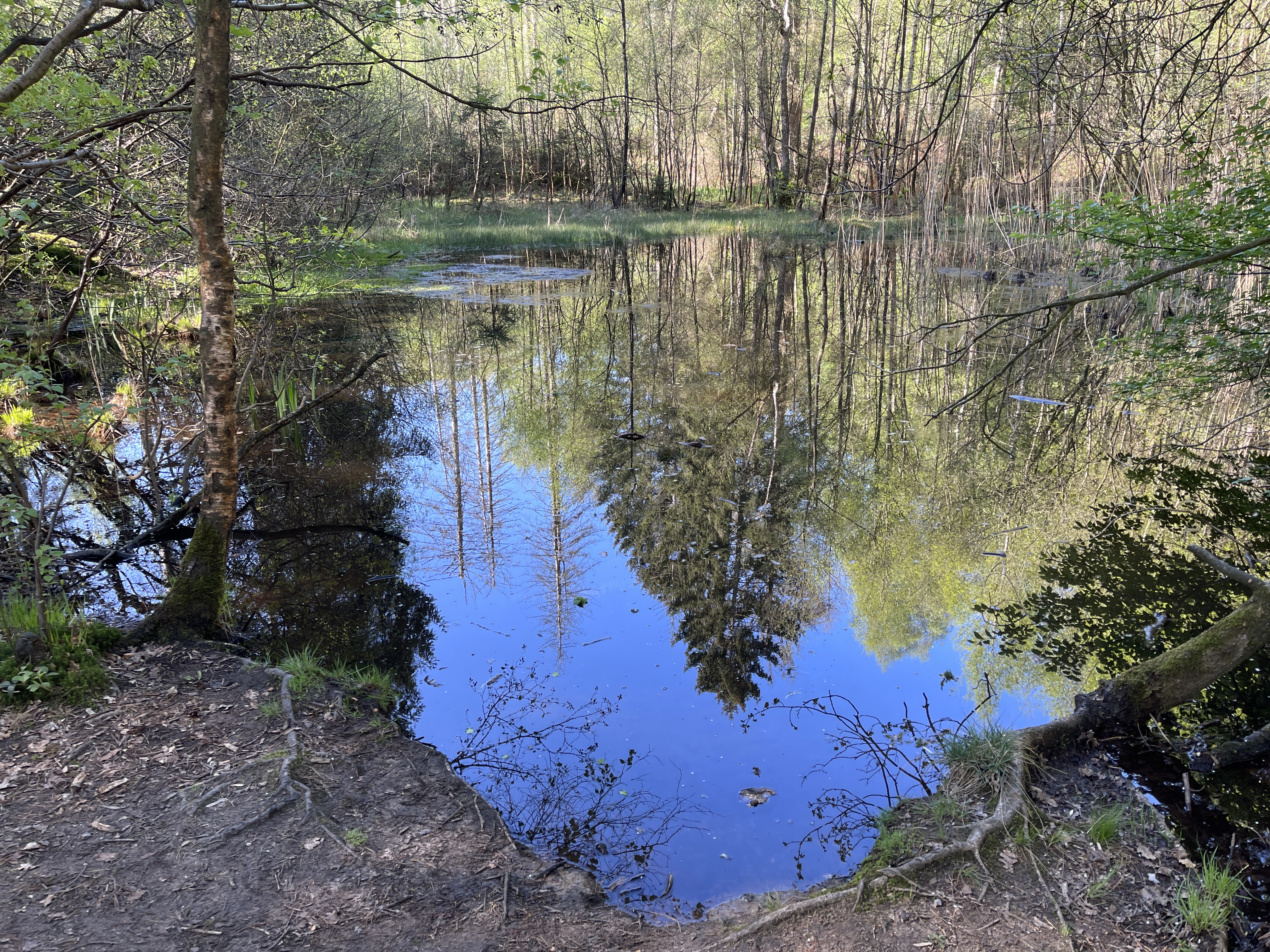
Oberer Quellteich im Schwarzbroich
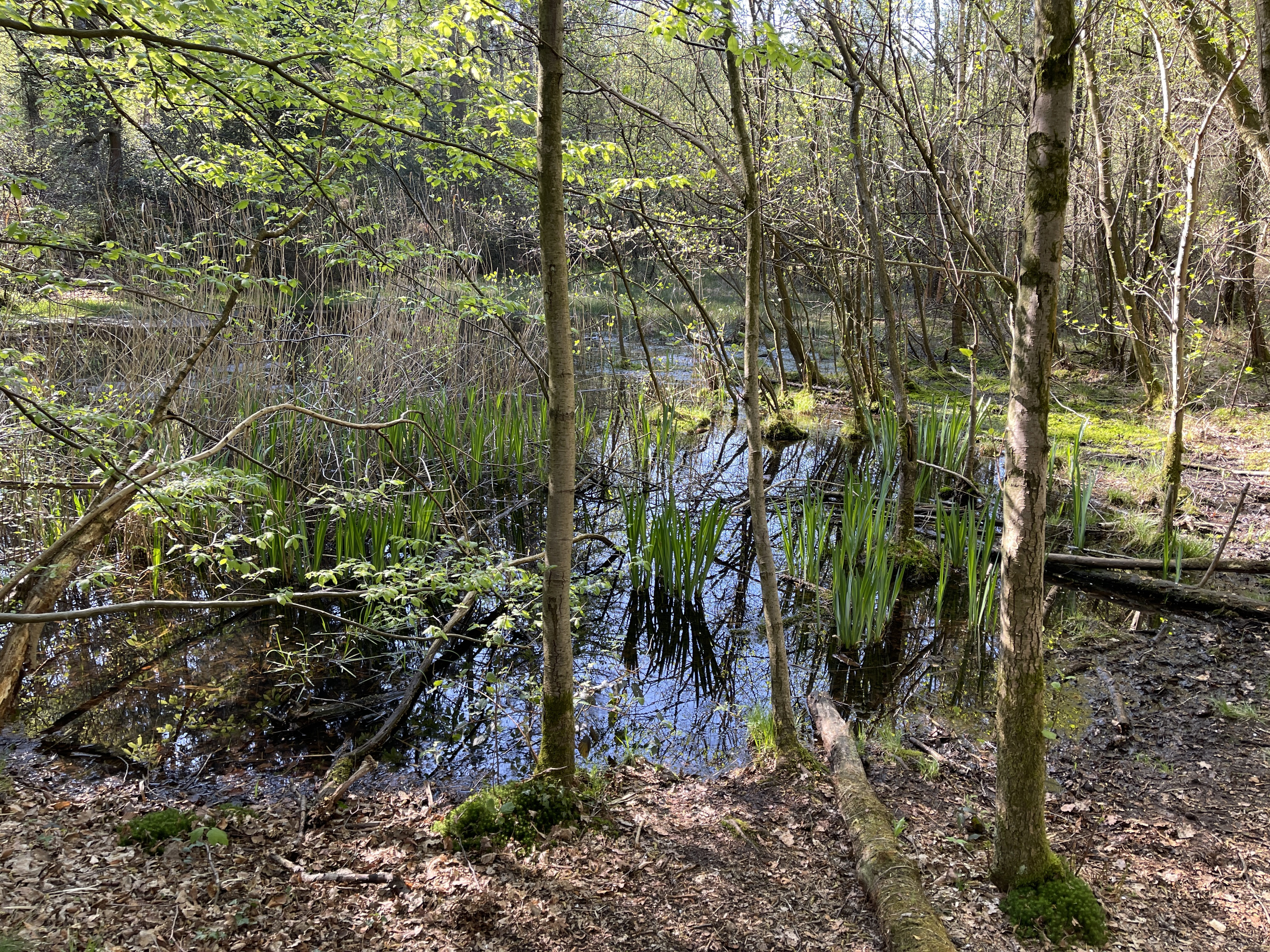
Torfmoosreicher unterer Quellteich im Schwarzbroich
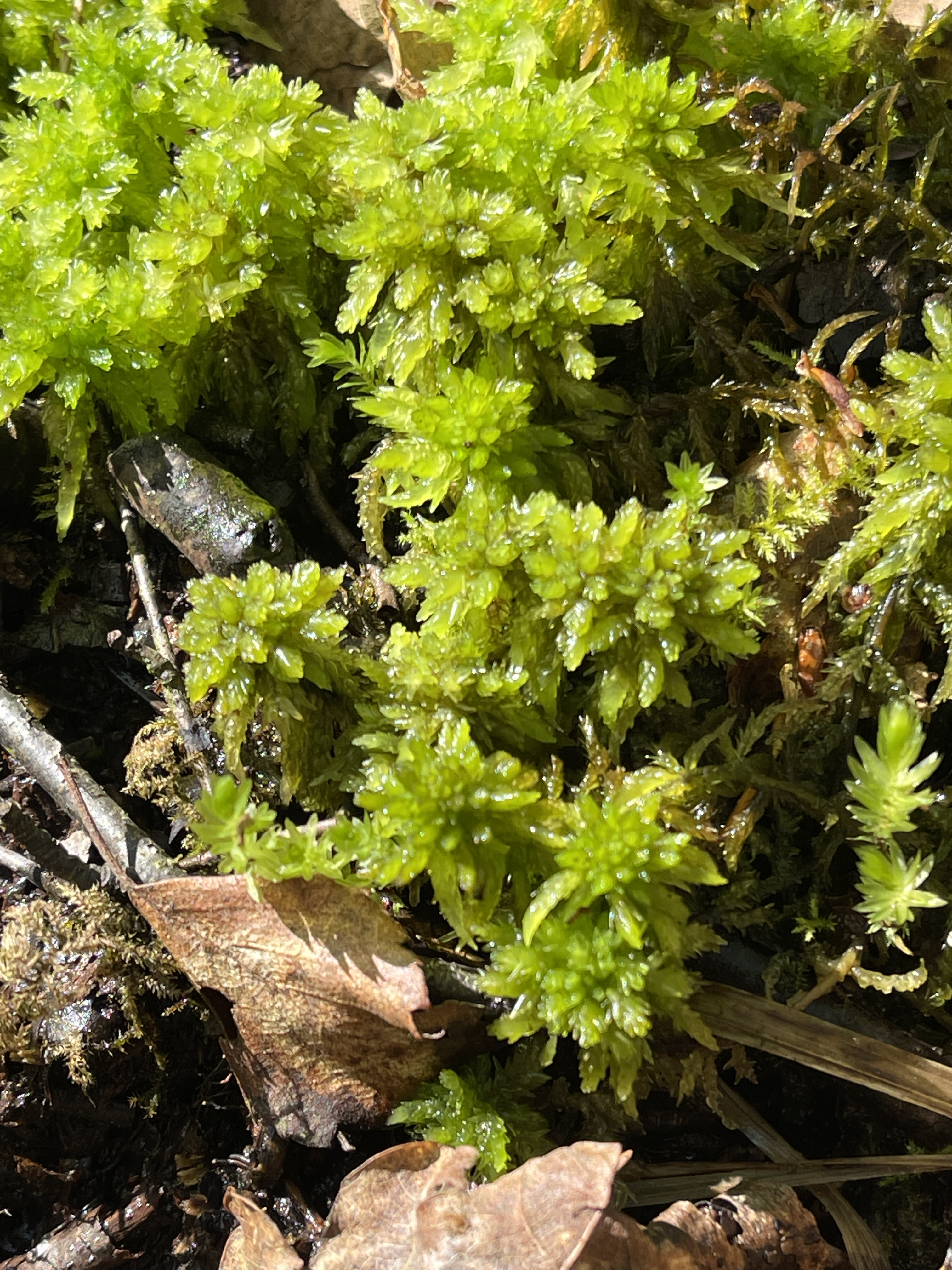
Torfmoos (Sphagnum spec.)
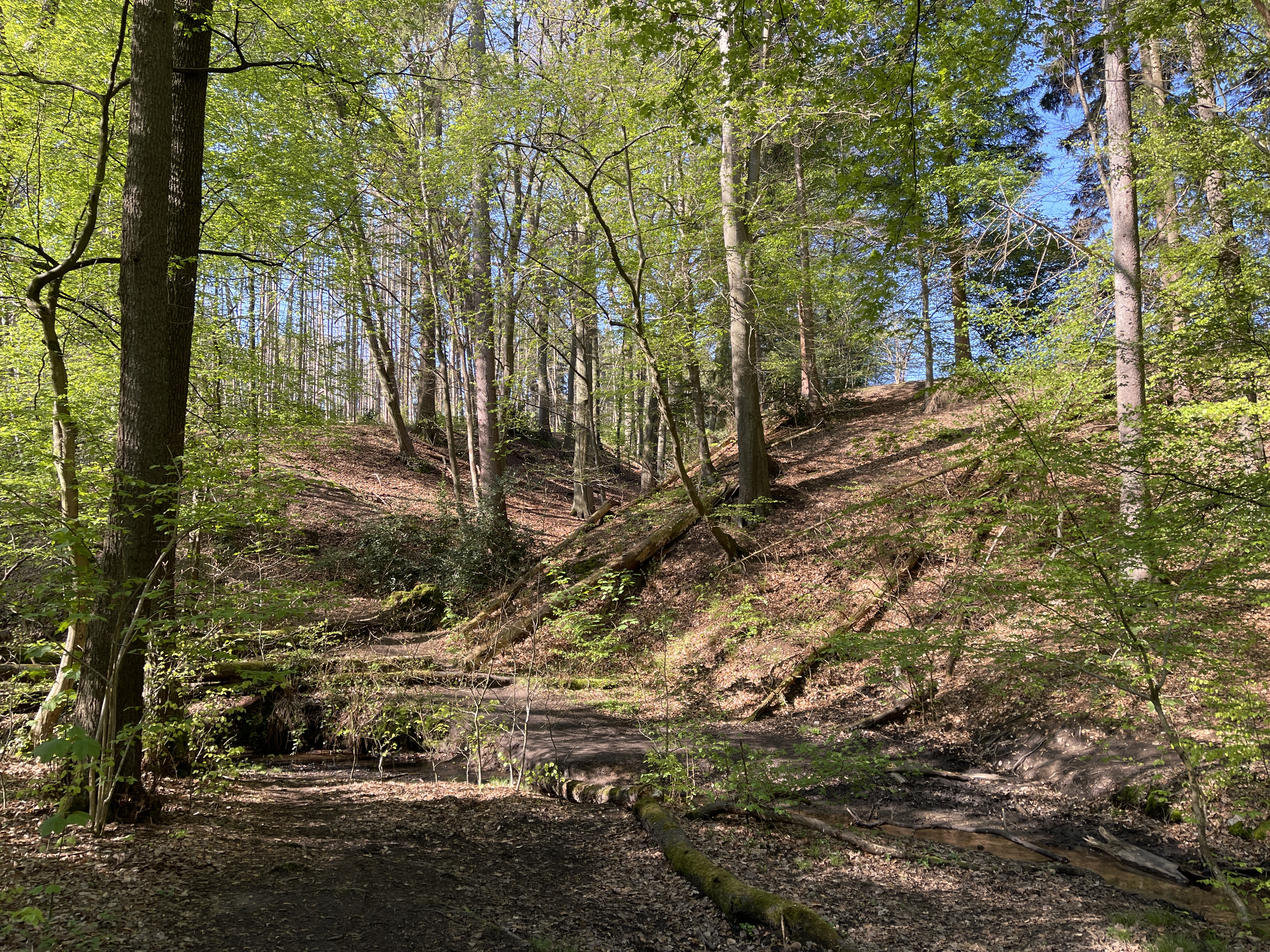
Schwarzbroicher Bach
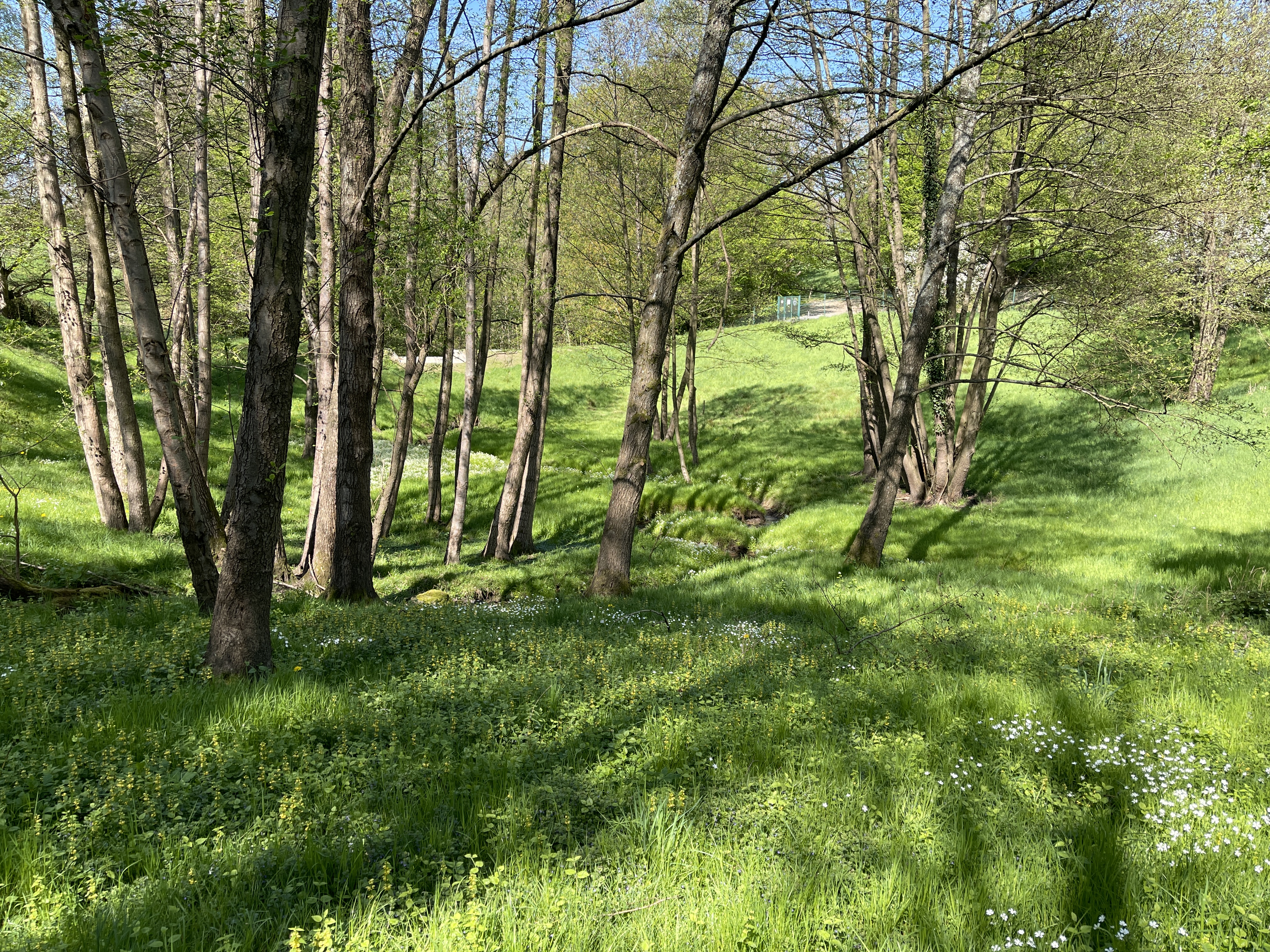
Waschbach in der Nähe seines Quellgebietes bei Oberbech / südl. Lanzemich
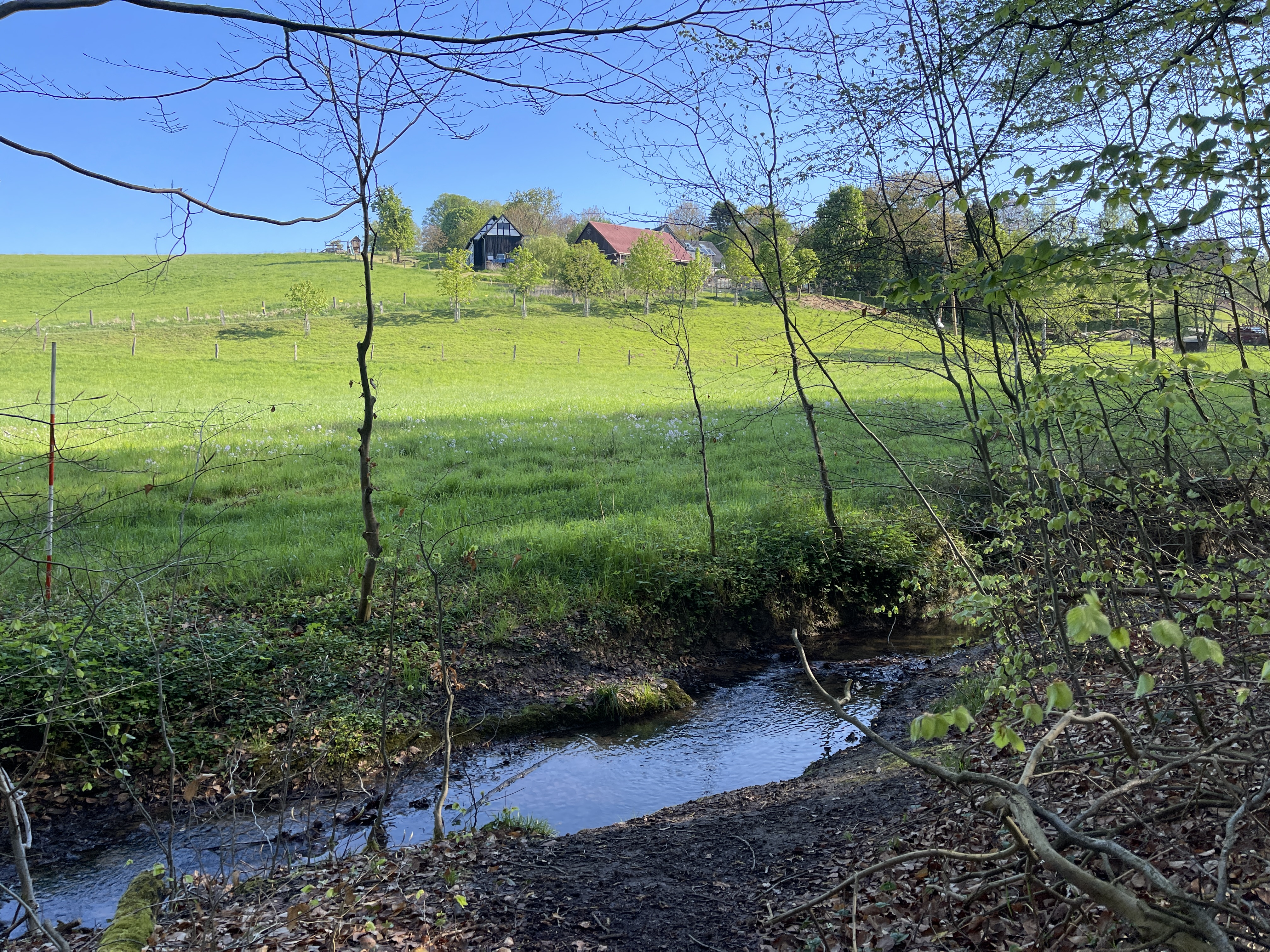
Waschbach grenzt an Feuchtgrünland (hinten Unterbech)
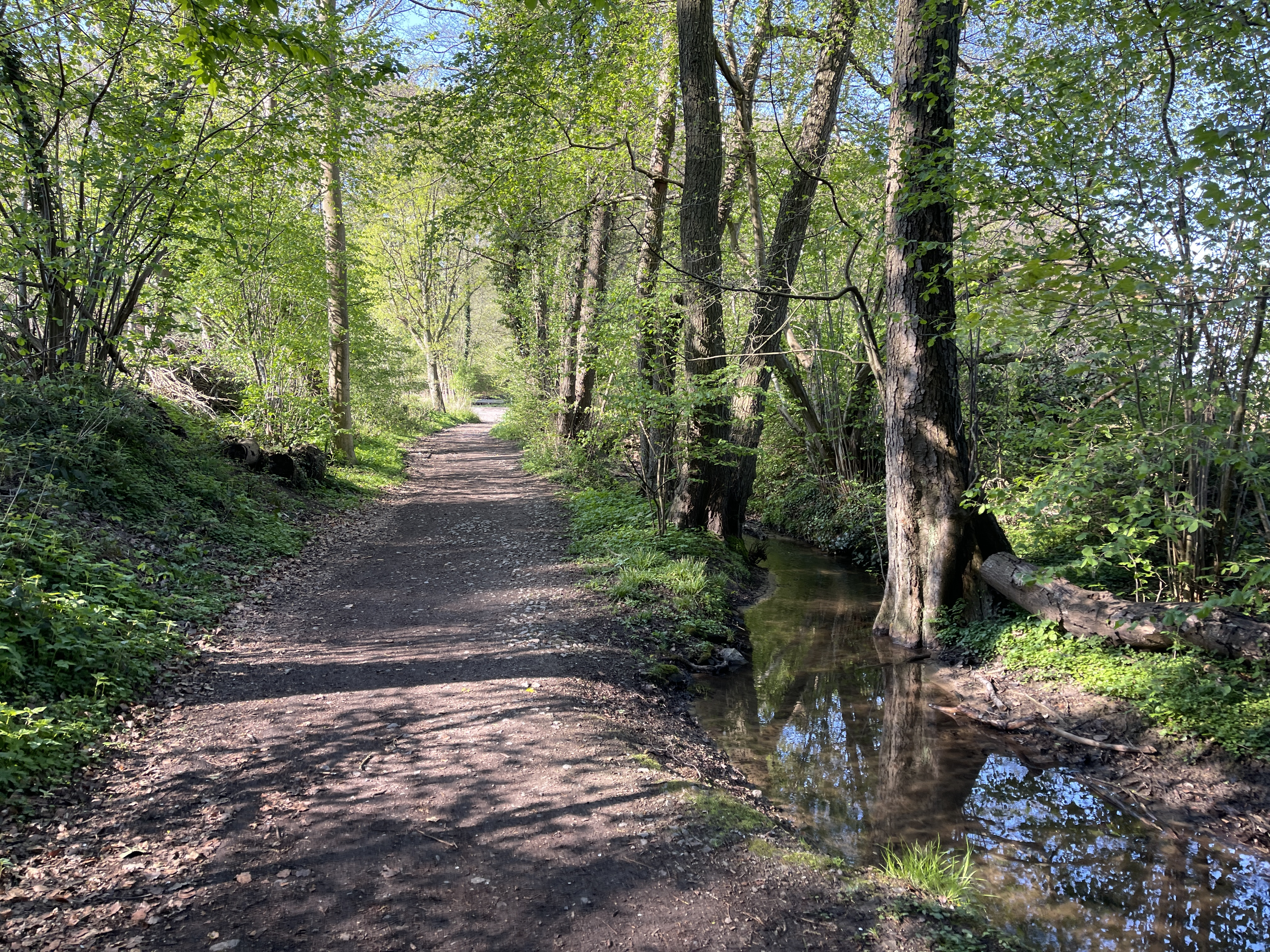
Unterlauf Schwarzbroicher Bach am Dhünntalhang